# جوان سيلار
جوان ر. سيلار (بالإنجليزية: JoAnne R. Sellar)‏ (مواليد 1963) منتجة أفلام إنجليزية. تعاونت مع الكاتب والمخرج الأمريكي بول توماس أندرسون في كل من أفلامه باستثناء فيلمه الأول فقط.

## قائمة الأعمال
كانت سيلار منتجة لجميع هذه الأعمال ما لم يذكر خلاف ذلك.

### الأفلام
| العام | العنوان               | الدور           | المصدر |
| ----- | --------------------- | --------------- | ------ |
| 1990  | «المعدات»             |                 |        |
| 1992  | «شيطان الغبار»        |                 |        |
| 1993  | «دم أسود»             |                 |        |
| 1995  | «رب الأوهام»          |                 |        |
| 1997  | «ليال راقصة»          |                 |        |
| 1999  | «ماغنوليا»            |                 |        |
| 2001  | «حفلة الذكرى السنوية» |                 |        |
| 2002  | «حب مترنح»            |                 |        |
| 2006  | «الرجل الغصن»         | المنتج التنفيذي |        |
| 2007  | «ستسيل الدماء»        |                 | [ 6 ]  |
| 2012  | «المعلم»              |                 |        |
| 2014  | «رذيلة متأصلة»        |                 |        |
| 2017  | «خيط وهمي»            |                 |        |
| 2021  | «بيتزا العرقسوس»      | المنتج التنفيذي |        |

شكر
| العام | العنوان               | الدور                  |
| ----- | --------------------- | ---------------------- |
| 2010  | «المبتدئون»           | يود مايك ميلس أن يشكر  |
| 2016  | «الدفعة السئية»       | شكر خاص                |
| 2016  | «امرأة القرن العشرين» | شكر خاص                |
| 2018  | «الأشقاء سيسترز»      | يود المنتجون أن يشكروا |

### التلفزيون
| العام | العنوان           | الدور       | ملاحظات       |
| ----- | ----------------- | ----------- | ------------- |
| 1990  | «ما وراء الحياة»  | مساعدة منتح |               |
| 1990  | «أحمر ساخن وأزرق» | منتج مشارك  | فيلم تلفزيوني |

طاقم متنوع
| العام | العنوان        | الدور         |
| ----- | -------------- | ------------- |
| 1984  | «ابنة ميسترال» | مساعدة المخرج |